# Grannen-Labkraut
Das Grannen-Labkraut (Galium aristatum) ist eine Pflanzenart aus der Gattung Labkräuter (Galium) innerhalb der Familie der Rötegewächse (Rubiaceae).

## Beschreibung

### Vegetative Merkmale
Das Grannen-Labkraut wächst als sommergrüne, ausdauernde krautige Pflanze und erreicht Wuchshöhen von 20 bis 60, selten bis zu 80 Zentimetern. Sie bildet keine Ausläufer. Der Stängel ist durchweg vierkantig, derb, nicht bläulich bereift, grasgrün, einzeln stehend und aufrecht.
Jeweils sechs bis acht Laubblätter stehen Wirteln zusammen. Die Blattspreite ist 4 bis 6,5 Zentimeter lang und 3 bis 5 Millimeter breit, in der Mitte oder oberhalb der Mitte am breitesten, lanzettlich, allmählich zugespitzt, ohne deutliches Adernetz, unterseits blaugrün und am Rand rau.

### Generative Merkmale
Die Blütezeit reicht von Juni bis August. Die relativ kleinen Blüten sind radiärsymmetrisch. Die Blütenkrone hat einen Durchmesser von 2 bis 4 Millimetern. Die Kronblätter sind gerundet und haben eine aufgesetzte Grannenspitze.
Die Frucht ist glatt und kahl.
Die Chromosomenzahl beträgt 2n = 22.

## Vorkommen
Das Grannen-Labkraut kommt in den Pyrenäen und in den Alpen vor. In Mitteleuropa besiedelt es Laub- und Laubmischwälder, vorzugsweise in den mittleren Höhenlagen der mitteleuropäischen Alpen; vereinzelt kommt es auch im Alpenvorland östlich der Iller vor. In den Kalkalpen tritt es zerstreut auf, in den Nördlichen Kalkalpen kommt es vermutlich häufiger vor als in den südlichen. Es steigt bis zur Waldgrenze auf. Es kommt vor allem in Pflanzengesellschaften des Verbands Carpinion, auch des Unterverbands Cephalanthero-Fagenion und der Ordnung Origanetalia vor.
Das Grannen-Labkraut gedeiht am besten auf kalkhaltigen, nährstoff- und mullreichen, flachgründig-steinigen Lehmböden.
Die ökologischen Zeigerwerte nach Landolt & al. 2010 sind in der Schweiz: Feuchtezahl F = 3 (mäßig feucht), Lichtzahl L = 2 (schattig), Reaktionszahl R = 2 (sauer), Temperaturzahl T = 3+ (unter-montan und ober-kollin), Nährstoffzahl N = 3 (mäßig nährstoffarm bis mäßig nährstoffreich), Kontinentalitätszahl K = 4 (subkontinental).